# Mario Manera
Mario Manera (Bascapè, 20 febbraio 1947) è un ex calciatore italiano, di ruolo terzino.

## Caratteristiche tecniche
Giocava come terzino fluidificante; per le sue sgroppate sulla fascia gli venne affibbiato il soprannome di Cavallo Pazzo, durante la militanza nel Genoa. Abile rigorista, sul finire di carriera ha arretrato la sua posizione nel ruolo di libero.

## Carriera
Dopo aver cominciato tra le file della Melegnanese, accede al professionismo con la maglia della Pro Patria, con la quale gioca due anni in Serie C. Sale di una categoria nella stagione 1968-1969 quando disputa il campionato cadetto con la Reggiana, fino a passare in massima serie con il Brescia, con cui disputa 21 incontri del campionato di Serie A 1969-1970, chiuso dalle Rondinelle con la retrocessione. Esordisce in Serie A il 14 settembre 1969, nella sconfitta interna per 4-1 contro il Milan.
L'anno successivo viene acquistato a novembre dal Cagliari reduce dal successo nel campionato precedente; con i sardi tuttavia non riesce a scendere mai in campo con la maglia con lo scudetto sul petto.
Passa quindi al Genoa, dove in due stagioni realizza 11 gol e nel 1973 ottiene la promozione in Serie A, a cui contribuisce realizzando 7 reti. Tuttavia non è confermato dai rossoblù, anche a causa di contrasti con il presidente Berrino, e nella sessione di mercato viene scambiato con l'atalantino Antonio Maggioni.
Dopo una stagione in cadetteria lascia i bergamaschi in favore del Piacenza, militante in Serie C. Con i biancorossi, allenati da Giovan Battista Fabbri, conquista la promozione in Serie B, cui fa seguito un'immediata retrocessione in terza serie. Dopo una nuova stagione in Emilia, da libero, viene posto fuori squadra per disaccordi economici; resta fermo un anno, poi nel 1978 passa al Pro Piacenza, formazione dilettantistica del capoluogo emiliano. Nel febbraio successivo, durante l'incontro contro il Casorate, aggredisce l'arbitro con un pugno e per questo viene squalificato a vita.
In carriera ha totalizzato complessivamente 21 presenze in Serie A e 151 presenze e 18 reti in Serie B.

## Dopo il ritiro
Abbandonato il mondo del calcio, intraprende un'attività commerciale a Melegnano e successivamente è imprenditore edile a Bascapè, il suo paese natale. Nella stagione 1988-1989 ricopre brevemente l'incarico di direttore sportivo del Lanerossi Vicenza.

## Palmarès

### Club

#### Competizioni nazionali
- Serie B: 1

Genoa: 1972-1973
- Serie C: 1

Piacenza: 1974-1975